# Cassine quadrangulata
Cassine quadrangulata là một loài thực vật có hoa trong họ Dây gối. Loài này được (Reissek) Kuntze mô tả khoa học đầu tiên năm 1891.